# Coryphaeschna amazonica
Coryphaeschna amazonica là loài chuồn chuồn trong họ Aeshnidae. Loài này được De Marmels mô tả khoa học đầu tiên năm 1989.